# Kostiantyn Us
Kostiantyn Markowycz Us, ukr. Костянтин Маркович Ус, ros. Константин Маркович Ус, Konstantin Markowicz Us (ur. 1899, Imperium Rosyjskie, zm. 19??) – ukraiński piłkarz, grający na pozycji pomocnika, trener i sędzia piłkarski.

## Kariera piłkarska
Karierę piłkarską rozpoczął w klubie Szturm Charków. Po rozwiązaniu klubu razem z grającym trenerem Mykołą Krotowym i z wieloma innymi piłkarzami przeniósł się w 1925 do zespołu Rabis Charków. W 1927 roku został piłkarzem ChPZ Charków. W ChPZ pomagał również trenerowi Wołodymyrowi Wacku prowadzić klub, w którym zakończył karierę piłkarza.

### Kariera reprezentacyjna
W latach 20-30 XX wieku bronił barw reprezentacji Charkowa (1920-1925) i Ukraińskiej SRR, z którymi zdobył wiele nagród.

## Kariera trenerska i sędziowska
Po zakończeniu kariery piłkarskiej rozpoczął pracę szkoleniowca. Podczas II wojny światowej stał na czele ChPZ Charków. Potem prowadził Szkołę Piłkarską oraz sędziował mecze piłkarskie.

## Sukcesy i odznaczenia

### Sukcesy piłkarskie
Szturm Charków
- mistrz Charkowa: 1920, 1921, 1922, 1923, 1924

reprezentacja Charkowa
- mistrz ZSRR: 1924
- mistrz Ukraińskiej SRR: 1921, 1922, 1923, 1924, 1927, 1928, 1932, 1934

ChPZ Charków
- mistrz Charkowa: 1935